# سیارک ۹۰۵۳۳
سیارک ۹۰۵۳۳ (به انگلیسی: 90533 Laurentblind، نامگذاری:2004FB29) نود هزار و پانصد و سی و سومین سیارک کشف شده‌است که در ۲۸ مارس ۲۰۰۴ کشف شد.